# Gustavo Morales y Rodríguez
Gustavo Morales y Rodríguez (1852-1940) fue un político y escritor español, diputado y senador en las Cortes de la Restauración.

## Biografía
Nacido el 22 de marzo de 1852 en Madrid, A finales del siglo XIX fue concejal y teniente de alcalde del Ayuntamiento de Madrid. Abogado, diputado y senador y presidente de El Fomento de las Artes, contribuyó como redactor en publicaciones periódicas como La Tertulia y La Correspondencia de España y fue colaborador de Nuestro Tiempo (1902). Políticamente transitó del liberalismo gamacista al maurismo. Falleció en 1940.
Descrito por Cejador y Frauca como un «culto y castizo escritor», publicó obras como La evolución (1881), Proyectos de leyendas para el siglo xx (firmado Un Agnóstico) (1881), Figuras de cera (1885), De mi huerto (1896), Don Profundis (1898), Más allá (1898), El Indiano de Valdella (1899), Luz de la sombra (1900), Amor y amor (1900), Cuentos (1913), Campañas políticas (1914), Jardín interior (1916) y Lucha sin tregua (1917).